# Disseny modular

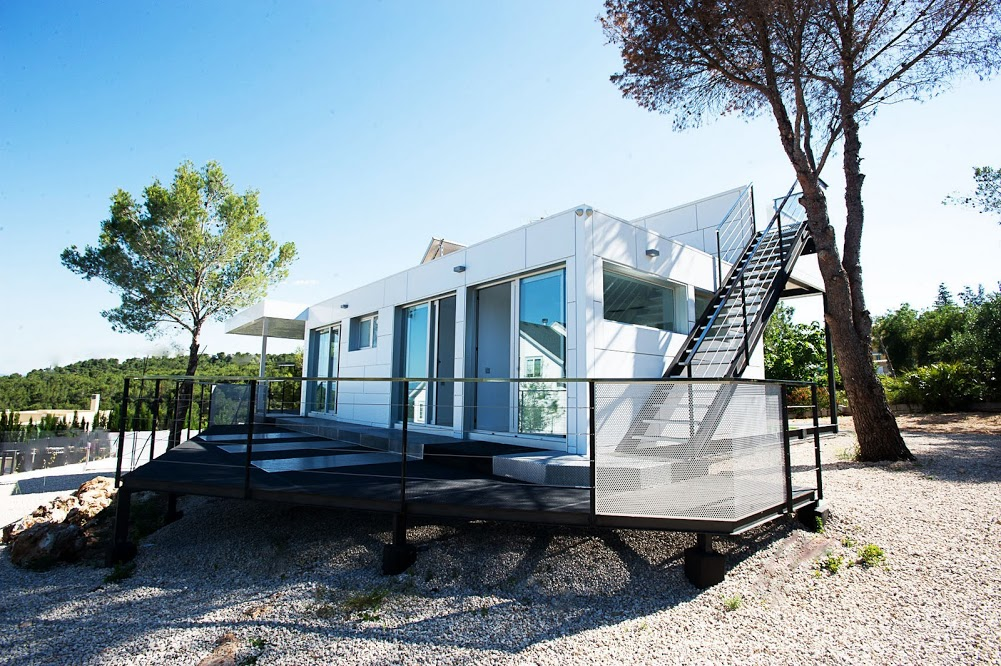
Habitatge prefabricat, constituïda per sis mòduls a València.

El disseny modular — o «la modularitat en el disseny» — és el disseny basat en la modulació reticular d'espais que permetin optimitzar el temps de construcció i a causa que són transportables, desarmables i reorganizables permeten impulsar múltiples funcionalitats i la seva reutilització en generar un nou ús diferent al que van ser fabricats.
Un sistema modular es pot caracteritzar pels següents paràgrafs:
- Partició funcional en discrets mòduls escalables i reutilitzables que consisteix en aïllats, autònoms elements funcionals
- Ús rigorós d'interfícies modulars ben definides, incloent descripcions orientat a objectes de la funció del mòdul
- Facilitat de canvi aconseguir transparència tecnologia i, a la mesura del possible, fer ús d'estàndards industrials per a interfícies clau

A més de la reducció en els costos (a causa d'una menor personalització, i menys temps d'aprenentatge), i la flexibilitat en el disseny, la modularitat ofereix altres beneficis com en incrementar (l'addició d'una nova solució amb només connectar un nou mòdul), i l'exclusió. Exemples de sistemes modulars són els automòbils, els ordinadors i edificis de gran altura. Exemples anteriors són els telers, els sistemes de senyalització del ferrocarril, centrals telefòniques, els òrgans de tubs i sistemes de distribució d'energia elèctrica. Les computadores utilitzen la modularitat per superar les demandes canviants del client i poder realitzar el procés de fabricació més d'adaptació al canvi (veure Programació modular).

El disseny modular és un intent de combinar els avantatges de l'estandardització (alt volum normalment és igual als baixos costos de fabricació) amb els de personalització. Un aspecte negatiu a la modularitat (i això depèn del grau de modularitat) és que els sistemes modulars no estan optimitzats per al rendiment. Això és generalment a causa del cost de la col·locació de les interfícies entre els mòduls.

## El disseny modular de vehicles

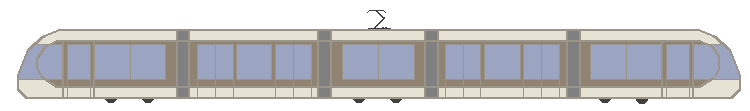
Disseny modular d'un Tramvia

Aspectes del disseny modular es poden veure en els cotxes o altres vehicles en la mesura de l'existència de certes parts del cotxe que poden ser afegit o llevat sense alterar la resta del cotxe.
Un exemple simple de disseny modular dels cotxes és el fet que, mentre que molts cotxes venen com a model bàsic, actualitzacions permetrà modificacions tals com a més potència o pneumàtics de temporada, que no necessiten cap canvi de la unitat del cotxe, tals com els sistemes de xassissos, adreça o de fuita.
Un vehicle d'alta prestació modular és el Smart Fortwo. El Smart compta amb panells intercanviables, mitjançant el qual, un cotxe pot fàcilment assumir un aspecte diferent.
Una branca d'actuacions ferroviàries modernes, particularment els tramvies i automotores regionals lleugers també presenten un disseny modular assemblats a partir de mòduls per la qual la funcionalitat de les unitats es pot emmotllar a la demanda, o sigui el disseny modular permet incrementar la capacitat de transport de passatgers augmentant la seva longitud. També permeten la personalització, sent adaptable a les necessitats i característiques de qualsevol tipus de ciutat.

## El disseny modular dels edificis

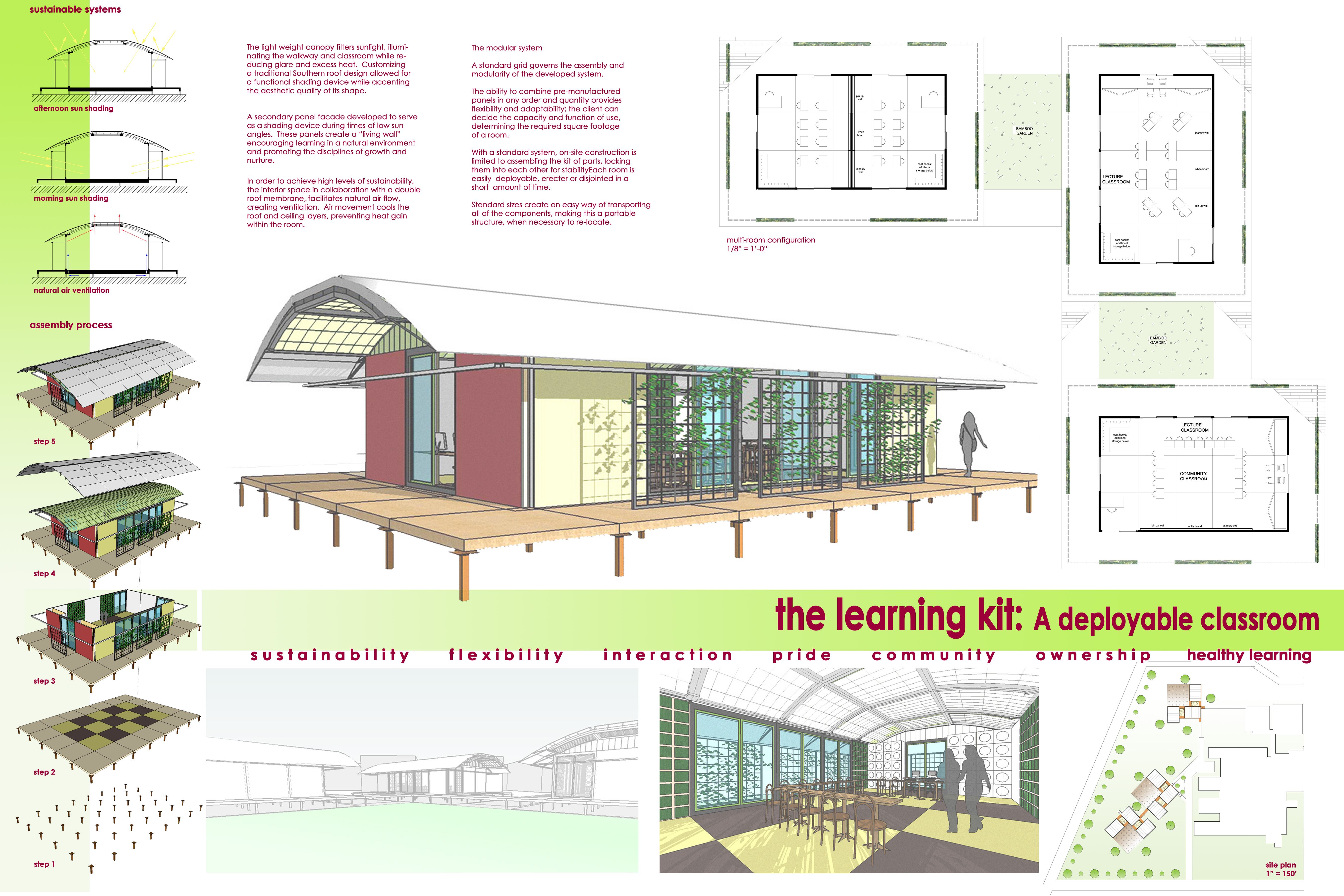
Disseny modular de salons escolars portàtils

El disseny modular es pot veure en alguns edificis, especialment edificis modulars. Els edificis modulars (i també cases modulars) generalment consisteixen en peces universals (o mòduls) que són fabricats en una planta i després s'envien a un lloc de construcció on s'assemblen en una varietat de disposicions.
Els edificis modulars es poden augmentar o reduir de grandària per l'addició o eliminació de certs components. Això es pot fer sense alterar les porcions més grans de la construcció.
Els edificis modulars poden també experimentar canvis en la funcionalitat utilitzant el mateix procés d'agregar o llevar components modulars.
Per exemple, un edifici d'oficines es pot construir amb peces modulars, tals com a parets, marcs, portes i finestres. L'interior de l'oficina pot ser particionada (o dividit) amb més parets i equipades amb escriptoris, computadores, i tot el que es necessita un espai de treball funcional. Si l'oficina ha de ser ampliada o redividirlo per donar cabuda als empleats, components modulars, tals com a panells de la paret es poden agregar o canviar de lloc per fer els canvis necessaris sense alterar tot l'edifici. Més tard, aquesta mateixa oficina es pot dividir i ser reorganitzat per formar un espai comercial, sala de conferències o qualsevol altre tipus d'edifici amb els mateixos components modulars que es va formar originalment l'edifici d'oficines. El nou edifici pot ser reformat amb tot els elements necessaris per dur a terme les seves funcions desitjades, a més de poder convertir-li en energèticament més eficient i beneficiar-se de l'estalvi que comporta.

## El disseny modular en les oficines
El disseny modular en les oficines neix de la necessitat de crear espais fàcils d'adequar per permetre a les empreses adaptar-se a qualsevol tipus de situació canviant: creixement de la plantilla, adaptabilitat d'espais, trasllat, etc. Es tracta de construccions prefabricades que poden agregar-se a construccions existents o formar noves edificacions. Permeten tenir espais flexibles, personalizables i adaptables.
Les oficines del futur estan molt unides al final d'oficines modulars pel seu caràcter d'adaptació. A més, solen ser respectuoses amb el medi ambient i suposen costos assequibles.
Avantatges de les oficines modulars
1. Personalització dels espais: millor adaptabilitat dels treballadors
2. Flexibilitat: canviar de lloc o realitzar ampliacions estratègiques
3. Comoditat

## El disseny modular de la computadora
Igual que el disseny modular en altres coses (per exemple, automòbils, refrigeradors, fins a mobles). La idea és construir computadores (ordinador) amb peces de fàcil substitució que utilitzen interfícies estandarditzades. Això li permet actualitzar certs aspectes de la computadora amb facilitat sense haver de comprar un altre equip per complet.
Una computadora és realment un dels millors exemples de disseny modular - mòduls típics són la Font d'alimentació (computadora), processadors, plaques base, targetes gràfiques, discos durs, unitats òptiques, etc. Totes aquestes parts han de ser fàcilment intercanviables, sempre que s'utilitzin parts que recolzin la mateixa interfície #estàndard com la part que ha reemplaçat.
Una altra forma de disseny modular dels equips es va presentar al gener de 2011, quan Xi3 Corporation va donar a conèixer el seu Xi3 computador modular en l'exhibició del 2011 de CES Internacional a Las Vegas, Nevada. Guanyador d'un Premi a la Innovació en la categoria de maquinari per al CES 2011, la computadora Xi3 modular utilitza un entorn basat en x86 de l'empresa crida a l'Arquitectura de Computadors Xi3 per subdividir la placa base clàssica en tres taulers o mòduls interconnectats: el mòdul de processador, el mòdul I/O primari i el mòdul I/O secundari. Basat a Salt Lake City, Xi3 reivindica que els dos mòduls I/O poden ser reemplaçats fàcilment a modificar i/o canviar les capacitats o el rendiment d'un ordinador Xi3 modular, fent de l'equip modular en disseny i en la pràctica.
Segons múltiples informes de premsa, la disponibilitat general de la computadora Xi3 modular està programada per començar 4 de juliol de 2011.